# Ricardo Pierre-Louis
Ricardo Pierre-Louis (Léogâne, 10 maggio 1984) è un ex calciatore haitiano, di ruolo attaccante.

## Carriera

### Club
Comincia a giocare in patria, al Cavaly. Nel 2005 si trasferisce negli Stati Uniti, al Lee Frames. Nel 2007 passa al Cape Cod Crusaders. Nel 2008 si accasa al Columbus Crew. Nel 2009 viene acquistato dal Cleveland City Stars.

### Nazionale
Ha debuttato in nazionale nel 2004. Ha messo a segno la sua prima rete con la maglia della nazionale il 30 maggio 2007, nell'amichevole Haiti-Saint Vincent e Grenadine (3-0), in cui ha messo a segno la rete del definitivo 3-0. Ha partecipato, con la nazionale, alla Gold Cup 2007. Ha collezionato in totale, con la maglia della nazionale, 14 presenze e una rete.